# Marcela Turati
Marcela Turati (Ciudad de México, 1974) es una periodista mexicana dedicada a la investigación de violaciones a los derechos humanos y a la cobertura de temas relacionados con víctimas de la violencia de la guerra contra el narcotráfico en México.

## Trayectoria
Formó parte del grupo de periodistas fundadoras de la red Periodistas de a Pie desde donde se impulsa el fortalecimiento de medios independientes regionales y la colaboración, acompañamiento, protección y capacitación de periodistas a lo largo del país. También cofundó Quinto Elemento Lab, laboratorio de investigación e innovaciòn periodística que apoya el periodismo de investigación.  
Ha impartido talleres, cursos, seminarios y charlas enseñando la importancia del periodismo social y de investigación como un elemento indispensable para la libertad de expresión. Actualmente encabeza en México el Programa Adelante, del International Women’s Media Foundation (IWMF), de capacitación a mujeres periodistas en investigación y seguridad.
Es autora del libro Fuego cruzado: las víctimas atrapadas en la guerra del narco (2008) y editora y coordinadora del libro colectivo Entre las cenizas: historias de vida en tiempos de muerte. También escribió el libro San Fernando: Última parada (2023). Sus textos forman parte de libros como: La guerra por Juárez, Los malos, Los buscadores, 72 migrantes, La ley del cuerno: Siete formas de morir con el narco mexicano, La ira de México: Siete voces contra la impunidad, Lo mejor de Gatopardo, entre otras. 
Ha coordinado proyectos de investigación como Más de 72, un sitio web sobre masacres de migrantes. Ha encabezado y participado en diversos proyectos colaborativos sobre la memoria de las víctimas de la violencia y sobre periodistas, como Periodistas por Ayotzinapa. 
Actualmente es coordinadora de proyectos en Quinto Elemento Lab, donde acompaña como editora diversas investigaciones de periodistas que viven en zonas de silencio. También investiga temas sobre impunidad y violaciones a los derechos humanos.
Es cofundadora y coordinadora el sitio web de investigación A dónde van los desaparecidos e impulsora de una red de periodistas que cubren desapariciones. 
Es coordinadora del ciclo de talleres Periodismo y Derechos Humanos, en Casa Refugio Citlaltépetl en la Ciudad de México.  
Escribe principalmente en la revista Proceso y en Nieman Reports.
Ha sido Visiting Professor en la Escuela de Periodismo de la Universidad de Columbia en Nueva York. 
Ha sido oradora principal en eventos internacionales como la convención anual del Investigative Reporters and Editors (2013) en Estados Unidos, y en diversos foros como el día de la Libertad de Prensa en la ONU en Nueva York. 
Forma parte de la red del Consorcio Internacional de Periodistas de Investigación (ICIJ), la red de periodismo Connectas y del grupo Cronistas de Indias.

## Reportera
Egresada de la Universidad Iberoamericana. Comenzó su carrera de reportera en el periódico Reforma donde cubrió los temas de derechos humanos, pobreza, desastres naturales y movimientos sociales. En esos años fundó un grupo de auto-capacitación de periodistas narrativos. 
En 2010 comenzó a trabajar como periodista independiente para la revista Proceso. Desde entonces se ha especializado en investigaciones acerca de la guerra contra el narcotráfico y el crimen organizado. Ha sido columnista en el periódico Más por Más, así como colaboradora en diversos medios internacionales. Coautora y coordinadora de los libros colectivos Infancias vemos… migraciones no sabemos y Entre las cenizas: historias de vida en tiempos de muerte. Participó en los libros colectivos La guerra por Juárez, 72 migrantes, La ley del cuerno, Los generales, Tú y yo coincidimos en esta noche terrible, Nuestra aparente rendición, Generación ¡Bang!, entre otros.
En tres ocasiones fue finalista del Premio Nuevo Periodismo que otorga la FNPI con la presentación de investigaciones periodísticas sobre la muerte de migrantes en el desierto de Arizona y la injusticia; el caso de la masacre de indígenas en Chiapas y la cobertura del drama en torno a las personas desaparecidas en México. Y en 2014, la Fundación le otorgó por su trayectoria, el Premio a la Excelencia que compartió con el maestro colombiano Javier Darío Restrepo.
Ha participado en varios foros en favor de la libertad de expresión, entre ellos, las oficinas principales de la ONU en Nueva York, además de haber sido elegida como la oradora principal en la 34.ª edición del encuentro internacional de Investigative Reporters and Editors (IRA), celebrado en San Antonio Texas.
En 2007, ganó el premio latinoamericano PNUD-IPS “América Latina y los Objetivos de Desarrollo del Milenio”  que otorga el Programa de las Naciones Unidas para el Desarrollo en América Latina y el Caribe y la Agencia de Noticias Inter Press Service, por su trabajo en historias sobre trabajo infantil.
En 2011 ganó el premio Walter Reuters en Alemania, con dos historias sobre cómo las familias de las víctimas se organizan para buscar a sus seres queridos desaparecidos y luchar contra la impunidad.
Participó en, Bogotá, Colombia, en el Encuentro Nuevos Cronistas de Indias, el cual pretende promover en Iberoamérica un periodismo de valor artístico y cultural que dé a conocer las realidades sociales de los países de la región. Es por esta razón que el periódico El País la reconoció como una integrante de esta nueva generación de cronistas latinoamericanos. Colabora para PEN México, publicado en el sitio web PEN Piensa.
Por su trayectoria profesional y su trabajo en la red Periodistas de a Pie, en 2013 recibió los reconocimientos Louis M. Lyon Award a la conciencia e integridad en el periodismo, que otorga la Fundación Nieman de la Universidad de Harvard, el Lasa Media Award y el premio WOLA Human Rights Award. 
En 2015 lanzó dos proyectos colectivos: Periodistas con Ayotzinapa, en el que reporteros y fotógrafos reflexionan sobre esa masacre, y Másde72, sitio dedicado a investigar masacres de migrantes en México.
Forma parte de la lista de los 100 periodistas más influyentes que cubren el conflicto armado en el mundo publicada por Action on Armed Violence (AOAV), así como ha sido reconocida dentro de listados de las revistas Quién, Líderes y American Quarterly.
Miembro de la red del Consorcio Internacional de Periodistas de Investigación (ICIJ), red Connectas y de Cronistas de Indias.

## Obra Literaria

##### Algunas publicaciones
- Migraciones vemos... infancias no sabemos; editora y coautora, en 2008.
- Fuego cruzado: las víctimas atrapadas en la guerra del narco, autora, en 2010.
- Entre las cenizas: historias de vida en tiempos de muerte; libro colectivo, coautora y coordinadora en 2013.
- San Fernando: Última parada, en 2023.

##### Es coautora de los libros
- La guerra por Juárez, 2009.
- Los Generales: La militarización del país en el sexenio de Felipe Calderón, 2010.
- 72 Migrantes, coordinado por Alma Guillermoprieto, 2011.
- La ley del cuerno: Siete formas de morir con el narco mexicano, 2011.
- Tú y yo coincidimos en esta noche terrible, 2012.
- Generación ¡Bang!: Los nuevos cronistas del narco mexicano, 2012.
- Hacer la América. Historias de un continente en construcción, 2014.
- Los Malos, 2015.
- 20 años por todas las mujeres, 2016
- La ira de México. Siete voces contra la impunidad, 2016.

##### Sus entrevistas han aparecido en los libros
- TerrorZones: Gewalt und Gegenwehr in Lateinamerika.
- Ellas tecleando su historia.
- Unwanted Witnesses: Journalists and Conflict in Contemporary Latin America.

##### Sus textos han aparecido en las antologías
- “Crónicas de otro planeta” (de la revista Gatopardo)
- “Lo mejor de Etiqueta Negra”
- “Crónicas Urgentes: una mirada colectiva a la realidad latinoamericana” (IPS)
- “Lo mejor del periodismo de América Latina tomos 1 y 2” (FNPI)
- Manual de Investigación 3.0 Periodismo Urgente

## Premios y distinciones
- Premio Latinoamericano PNUD-IPS América Latina y los Objetivos de Desarrollo del Milenio, otorgado por el Programa de las Naciones Unidas para el Desarrollo (PNUD) y la agencia Inter Press Sevice (IPS) en 2007, por una serie de reportajes acerca de niños jornaleros.[8]
- Premio LASA Media Award en 2013.[9]
- Premio alemán de periodismo Walter Reuter por sus reportajes “Unidas por los desaparecidos” y “Desparecidos, la epidemia”, otorgado por la embajada de Alemania en 2011.[10]
- Premio WOLA (Washington Office on Latin America), en 2013, por su actividad en pro de los derechos humanos y su trabajo periodístico sobre la guerra contra las drogas en México.[11]
- Premio Louis M. Lyons, por la conciencia e integridad del periodismo, otorgado por la Fundación Nieman de la Universidad de Harvard en 2013, en reconocimiento a su labor de cobertura periodística del narcotráfico y la formación de periodistas en México.[12][13]
- Premio Gabriel García Márquez de Periodismo a la Excelencia en 2014, porque "ha respondido con una opción de coraje e inteligencia al horror" y por la organización de periodistas mexicanos.[14]
- Dos veces finalista en el Premio FNPI+Cemex: en 2004 por el reportaje "Muerte en el desierto" y en 2013 en la categoría Cobertura Noticiosa por "Marcha de los 10,000 ausentes" publicado en la Revista Proceso.[15]
- Premio Fleischaker/Greene de la Facultad de Periodismo de la Universidad Western Kentucky al Periodismo Internacional Valeroso, en 2018.
- Premio Maria Moors Cabot de la Universidad de Columbia por la excelencia profesional y la cobertura del hemisferio occidental que fomenta el entendimiento interamericano., en 2019.
- Premio ALFA a la Trayectoria Periodística de la Universidad de Monterrey, en 2019.
- Difference Day honorary title for freedom of expression, otorgado por las universidades belgas VUB y ULV

- El reportaje ”El País de las 2000 Fosas” (2019), del cual fue coautora y co-coordinadora,  fue ganador del Premio Breach/Valdez que otorga la ONU y AFP; ganador del Premio Gabo de la Fundación Nuevo Periodismo Iberoamericano en la categoría Cobertura; finalista del Global Shining Light Award 2019 de la Global Investigative Journalism Network (GIJN); ganador del Premio Latinoamericano de Periodismo de Investigación "Javier Valdez" por el Instituto Prensa y Sociedad (IPYS) y Transparencia Internacional (TI).
- En 2020 obtuvo la Presea John Reed por su trayectoria periodística.[16]

### Becas
- Beca de la Fundación Avina.
- Beca Prensa y Democracia (Prende), Universidad Iberoamericana.
- Beca de Dart Center for Journalism and Trauma
- Nieman Foundation en Harvard, clase 2017
- Beca Logan Non Fiction Program
- Beca Investigative Journalism Summer Program en Columbia University